# Gaceta de Arte
Die Gaceta de Arte war eine von Februar 1932 bis Mai 1936 anfangs monatlich, später unregelmäßig in Santa Cruz de Tenerife erschienene Kulturzeitschrift.

## Die Entwicklung der Zeitschrift
Nach einem Aufenthalt in den Niederlanden, Frankreich, der Tschechoslowakei und Deutschland sah Eduardo Westerdahl, der spätere Chefredakteur der Zeitschrift, die Notwendigkeit durch eine Zeitschrift einen regelmäßigen Kontakt zwischen den Kanarischen Inseln und den Zentren der avantgardistischen Kultur herzustellen. Das Ziel der Zeitschrift bestand nicht nur darin, auf den Inseln über den kulturellen Fortschritt in Europa zu berichten, sondern durchaus auch darin, die Leistungen der Kulturschaffenden Teneriffas in Europa bekannt zu machen. Die Zeitschrift erschien bis zur 14. Ausgabe als Organ der Literaturabteilung des Círculo de Bellas Artes de Tenerife. Ab April 1933 trug sie den Untertitel „revista internacional de cultura“ als unabhängige Kulturzeitschrift mit dem ausdrücklich Hinweis auf ihren Anspruch auf Internationalität. Zwischen April und August 1935 konnte die Zeitung aufgrund der Schulden, die durch die Aktivitäten im Umfeld der Ausstellung Arte surrealista entstanden waren, nicht erscheinen. In der als „Zweiter Zeitabschnitt Nr. 37“ bezeichneten Ausgabe vom 1. März 1936 erschien die Zeitschrift zum ersten Mal als vierteljährlich erscheinende Zeitschrift in kleinerem Format aber mit einem Umfang von 20 Seiten. Nach der 38. Ausgabe musste das Erscheinen der Zeitschrift 1936 wegen des Spanischen Bürgerkrieges und seiner Folgen eingestellt werden.

## Das Redaktionskollegium
Die Redaktion der Zeitschrift bestand zu Beginn aus Eduardo Westerdahl als Chefredakteur und Domingo Pérez Minik, Francisco Aguilar, Domingo López Torres, Oscar Pestana Ramos, José Arozena und Pedro García Cabrera, der auch die Aufgaben eines Redaktionssekretärs wahrnahm. Später kamen Emeterio Gutiérrez Albelo und Julio Antonio de la Rosa dazu. Der größte Teil der Redaktionsmitglieder war als Lehrer, Schauspieler, Schriftsteller oder in Berufen tätig, die keinen direkten Bezug zu den Inhalten der Zeitschrift hatten. Die gesamte Redaktion arbeitete ohne Bezahlung.
Der Einzelverkaufspreis der Zeitschrift betrug anfangs eine Pesete. Die letzten zwei Ausgaben wurden zu drei Peseten und 50 Cent verkauft. In einer Beilage zur 14. Ausgabe wurden Verkaufsstellen in Deutschland (Hamburg), Frankreich (Paris), Argentinien (Buenos Aires), Belgien (Brüssel), der Tschechoslowakei (Prag), Spanien (Madrid, Barcelona), Italien (Rom), Mexiko (Mexiko-Stadt), Peru (Lima), Portugal (Lissabon), Rumänien (Bukarest), Schweden (Stockholm), der Schweiz (Genf), Uruguay (Montevideo), Chile (Santiago de Chile), Dänemark (Kopenhagen), Griechenland (Athen), Holland (Amsterdam), England (London) genannt.
Die Einnahmen aus dem Verkauf der Zeitschrift wurden weitgehend für den Versand ins Ausland verbraucht. Die Zeitschrift wurde kostenlos an Künstler, Schriftsteller und Kulturzentren in Europa und Nordamerika verschickt. Auch Universitäten, Zeitschriftensammlungen, Büchereien und Kunstgalerien wurden mit kostenlosen Exemplaren versorgt. Die Finanzierung der Zeitschrift erfolgte durch unterschiedliche Quellen: Der Círculo de Bellas Artes de Santa Cruz de Tenerife unterstützte die Herausgabe der ersten Ausgaben der Zeitschrift. Einen Teil steuerte der Direktor der Zeitung La Prensa bei, darüber hinaus gab es zeitweise Subventionen des Cabildo Insular de Tenerife. Einige Ausgaben zu passenden Themen wurden durch Zuschüsse des deutschen Konsuls Jacob Rahn ermöglicht.

## Die Gestaltung der Zeitschrift
Die Zeitschrift lehnte sich in ihrer Gestaltung stark an die Typografie an, wie sie vom Bauhaus oder Jan Tschichold propagiert wurde. Die Ausgaben 1 bis 36 bestanden aus jeweils 4 Seiten im Format 35 × 49 cm. Häufig hatte die Zeitschrift einseitig bedruckte Beilagen in einem anderen Format die z. B. Aufrufe oder Grundsatzerklärungen enthielten. Ab der 37sten Ausgabe wurde das Format auf etwa 17 × 22 cm reduziert. Die Seitenzahl erhöhte sich dagegen bei der Ausgabe 37 auf 20 und bei der Ausgabe 38 auf 82 Seiten.
Für den Mengentext wurde statt einer Grotesk (Schrift) eine Antiquaschrift verwendet. Bis zur Ausgabe 23 wurde der gesamte Text in Minuskeln gesetzt. Der ersten Ausgabe war ein einzelnes, einseitig bedrucktes Blatt beigelegt. Dort wurde ein Aufsatz von Franz Roh wiedergegeben, in welchem er die ausschließliche Verwendung von Minuskeln verlangt. Eine Beilage zur 23. Ausgabe begründet warum man nun doch Gemeine und Versalien verwendete.

## Die Inhalte der Zeitschrift
Die Zeitschrift behandelte die wichtigsten Seiten der Kultur ihrer Zeit, Malerei, Architektur, Kino, Bildhauerei, Ästhetik, Philosophie, Literatur, Musik, Theater und Dichtung. Sie veröffentlichte immer wieder Aufrufe gegen den herrschenden schlechten Geschmack.
Die Texte stammten von den Mitgliedern der Redaktion und vielen anderen kanarischen Autoren. Die Liste der auswärtigen Autoren der Texte und Urheber der Abbildungen liest sich wie ein „Who is Who“ der kulturellen Avantgarde der 30er Jahre: (Die Zahlen in Klammern hinter den Namen geben die Ausgabe an, in der ein Beitrag erschienen ist) Richard Aldington (5), Alfred Barr (15, 27), Willi Baumeister (29), Julien Benda (2), Jean Cassou (13), René Char (16), René Crevel (12), Ernst Robert Curtius (3), Guillermo Díaz-Plaja (13), Gerardo Diego (12), Óscar Domínguez (13, 28), André Gide (10), Will Grohmann (=Olaf Rydberg) (32), Ludwig Hilberseimer (4, 5), Le Corbusier (=Charles-Édouard Jeanneret-Gris) (4), Ernst May (4), Amédée Ozenfant (16, 18), Franz Roh (12), André Salmon (7), André Suarès (=Félix André Yves Scantre) (3), Gertrude Stein (11, 20), Paul Valéry (6). Die Ausgabe 3 vom 1. April 1932 war aus Anlass seines hundertsten Todestages Johann Wolfgang von Goethe gewidmet. Den Leitartikel “posible influencia hispánica en la obra de goethe” (Mögliche spanische Einflüsse in Goethes Werken) schrieb Raymond Matthys, der damalige Direktor der Deutschen Schule in Santa Cruz de Tenerife.
Den in das Ausland verschickten Exemplaren lagen teilweise Übersetzungen ins Deutsche oder Englische bei.
In der 8. Ausgabe vom 1. September 1932 wurde eine Zusammenarbeit zwischen der Gaceta de Arte und der Galerie Flechtheim bzw. der von Alfred Flechtheim herausgegebenen Zeitschrift Omnibus bekanntgegeben. In der Folge wurden einige Abbildungen mit Genehmigung der Galerie Flechtheim in der Gaceta de Arte gedruckt. Das geschah teilweise sogar von Klischees die die Zeitschrift Omnibus zur Verfügung gestellt hatte.

## Die Buchveröffentlichungen der Redaktion
Parallel zur Veröffentlichung der Zeitschrift gab die Redaktion Gaceta de Arte Bücher heraus, die von Mitgliedern der Redaktion aber auch von anderen Autoren geschrieben wurden. Auch in den Büchern spiegeln sich die Themenbereiche der Zeitschrift wider. Sie befassen sich mit Literatur, Bildender Kunst und gesellschaftlichen Problemen.
- Emeterio Gutiérrez Albelo: Romanticismo y cuenta nueva. Gaceta de Arte, Santa Cruz de Tenerife 1933.
- Sebastián Gasch: Angel Ferrant. Gaceta de Arte, Santa Cruz de Tenerife 1933.
- Agustín Espinosa: Crimen. Gaceta de Arte, Santa Cruz de Tenerife 1934.
- Eduardo Westerdahl, Óscar Domínguez, Willi Baumeister: Willi Baumeister. Gaceta de Arte, Santa Cruz de Tenerife 1934.
- Pedro García Cabrera: Transparencias fugadas. Gaceta de Arte, Santa Cruz de Tenerife 1934.
- Emeterio Gutiérrez Albelo: El enigma del invitado. Gaceta de Arte, Santa Cruz de Tenerife 1936.

## Durch die Redaktion organisierte Ausstellungen und Kongresse
Ein weiteres Tätigkeitsfeld der Mitglieder der Redaktion der Gaceta de Arte, besonders aber des Chefredakteurs Eduardo Westerdahl war die Organisation von Ausstellungen.
Die Ausstellung El mueble moderno, die Ende Juni 1932 in den Räumen des Circulo de Bellas Artes de Tenerife stattfand, befasste sich mit Möbeldesign. Es wurden hauptsächlich Musterstücke von Entwürfen des Bauhauses gezeigt. Zur Einführung hielt Eduardo Westerdahl einen Vortrag über die neuesten Entwicklungen der Kunst in Deutschland.
Nachdem die Kritik im Jahre 1928 die Bilder der von Westerdahl organisierten Gemeinschaftsausstellung der Künstler Lily Guett und Óscar Domínguez sehr schlecht aufgenommen hatte, wurden die Bilder von Óscar Domínguez in einer Gemeinschaftsausstellung mit einigen örtlichen Künstlern, die Ende 1932 stattfand, in der Presse überschwänglich gelobt.
Auch die erste Einzelausstellung mit Bildern des Künstlers, die im Mai 1933 in den Räumen des Circulo de Bellas Artes de Tenerife stattfand, wurde von der Redaktion der Gaceta de Arte organisiert.
Der Primer Congresillo de Juventudes (Erster Kongress der Jugendlichen) fand am 5. und 6. August 1933 in Las Palmas de Gran Canaria statt. Auf diesem Kongress wurde mit kanarischen Jugendlichen über verschiedene Aspekte des Städtebaus, der Kultur und der Sozialpolitik diskutiert. Im Rahmen dieses Kongresses zeigte eine Ausstellung im Circulo Mercantil in Las Palmas de Gran Canaria vom 6. August bis zum 20. September 1933 Arbeiten von Robert Gumbrich, Servando del Pilar und Óscar Dominguez.
Im November führte die Redaktion der Gaceta de Arte jeweils dienstags und donnerstags am Abend an der Universität La Laguna eine Reihe von öffentlichen Veranstaltungen durch. Die Themen waren Philosophie, Soziologie, Literatur und Bildende Kunst aus zeitgenössischer Sicht. Zur Durchführung dieser Veranstaltungen war die Redaktion der Gaceta de Arte von der Studentenvereinigung Federación Universitaria de Estudiantes eingeladen worden.
Von den Ausstellungen, die durch die Redaktion der Gaceta de Arte organisiert wurden, gilt die Ausstellung Arte surrealista als die mit der größten Bedeutung. Sie wurde am 11. Mai 1935 im Ateneo de Santa Cruz de Tenerife eröffnet. Sie war die erste Ausstellung – nicht nur in Spanien, sondern in ganz Europa – in der der Besucher einen Überblick über die wichtigsten Arbeiten des Surrealismus erhalten konnte. Die Vermittlung der Kontakte war weitgehend Óscar Domínguez zu verdanken, der in Paris im Zentrum der damals aufkommenden Kunstrichtung lebte. In dieser Ausstellung waren nahezu alle Künstler vertreten, die heute als bekannte Vertreter des Surrealismus gelten:
Es wurden Ölgemälde von Hans Arp, Victor Brauner, Giorgio de Chirico, Salvador Dalí, Óscar Domínguez, Max Ernst, Valentine Hugo, René Magritte, Joan Miró, Meret Oppenheim, Pablo Picasso, Man Ray und Yves Tanguy gezeigt. Es gab Aquarelle, Zeichnungen, Collagen oder Radierungen von Marcel Duchamp, Max Ernst, Alberto Giacometti, Maurice Henry, Marcel Jean, Joan Miró, Pablo Picasso, Jindřich Štyrský und Yves Tanguy sowie Fotografien von surrealistischen Objekten von Hans Bellmer und Marcel Duchamp und darüber hinaus Fotografien von Marcel Duchamp, Dora Maar und Man Ray.
Im Rahmen der Ausstellung sollte auch der surrealistische Film Das goldene Zeitalter von Luis Buñuel gezeigt werden. Die Aufführung wurde aber durch den Zivilgouverneur der Provinz Santa Cruz de Tenerife untersagt.
Zur Eröffnung dieser Ausstellung waren André Breton, Jacqueline Lamba und Benjamin Péret nach Teneriffa angereist. Ihr Aufenthalt auf der Insel schaffte eine bleibende Verbindung, die durch weiter Ausstellungen und literarische Veranstaltungen gefestigt werden sollte. Durch die Ereignisse des Spanischen Bürgerkrieges und die nachfolgende restriktive Kulturpolitik der spanischen Regierung bekam diese Beziehungen allerdings erst in den 1950er-Jahren wieder praktische Bedeutung.
Im Juni 1936 fand in Santa Cruz eine Ausstellung statt, die gemeinsam von ADLAN und der Gaceta de Arte organisiert worden war. Der Stil der Ausstellungsstücke war nicht einheitlich, es gab außer surrealistischen auch abstrakte und Bilder anderer Stilrichtungen. Unter anderem wurden Arbeiten von Hans Arp, Willi Baumeister, Salvador Dalí, Óscar Domínguez, Karl Drerup, Max Ernst, José Luis Fernández, Ángel Ferrant, Alberto Giacometti, Juan Ismael, Georges Hugnet, Wassily Kandinsky, Joan Miró, Ben Nicholson, O Kamote, Luis Ortiz Rosales, Wolfgang Paalen, Sophie Taeuber-Arp, Yves Tanguy, Friedrich Vordemberge-Gildewart und Gérard Vulliamy gezeigt. Darüber hinaus waren surrealistische Objekte ausgestellt, die von Óscar Domínguez, Eduardo Westerdahl, Pérez Minik, Pedro García Cabrera und Luis Ortiz Rosales geschaffen worden waren.

## Die Bedeutung der Zeitschrift
Maud Westerdahl bemerkte 1992 zur Gründung der Gaceta de Arte, dass es eigentlich unsinnig erschien, dass einige junge Leute die auf einer Insel lebten, deren nächster Nachbar die Wüste Sahara ist, in Spanien über Teneriffa das Fortschrittlichste des modernen Gedankengutes verbreiten wollten. Das Ganze ohne Vorkenntnisse, ohne Erfahrung, ohne Kontakte und ohne Geld. Aber, so meinte sie, der Traum wurde wahr. Heute könne man keine Abhandlung oder kein Buch über die Kunst der Avantgarde lesen, ohne dass dort ein Bezug auf die Gaceta de Arte erscheint oder die Ausstellung Arte surrealista von 1935 genannt wird.
Rückblickend kommen die Autoren, die sich mit der Zeitschrift, den Mitgliedern der Redaktion und den freien Mitarbeitern befasst haben, zu dem Schluss, dass die Selbstdarstellung, die in der Beilage zur 14. Ausgabe vom April 1933 gegeben wird, durchaus zutreffend war und die Ziele, die sich die Redaktion selbst gesteckt hatte, erreicht wurden. In dieser Beilage bezeichnete sich die Zeitschrift selbst als die einzige Zeitschrift in Spanien, die mit der größten Reinheit den neuen Geist ausdrückt, als eine Zeitschrift die Beziehungen zu den bedeutendsten Personen unterhält, die die Neue Kunst vorwärts bringen. Die Redaktion sähe ihre Aufgabe über die Herausgabe der Zeitschrift hinaus darin, in Büchern, Ausstellungen, Konzerte und Konferenzen und öffentliche Aktionen ein neues Bewusstsein zu fördern und über neue Tendenzen auf den Gebieten der Malerei, der Architektur, dem Kino, der Plastik, der Ästhetik, der Philosophie, der Literatur, der Musik, des Theaters und der Poesie zu berichten.